# Dicata odhneri
Dicata odhneri är en snäckart som beskrevs av Schmekel 1967. Dicata odhneri ingår i släktet Dicata och familjen Facelinidae. Inga underarter finns listade i Catalogue of Life.

## Bildgalleri

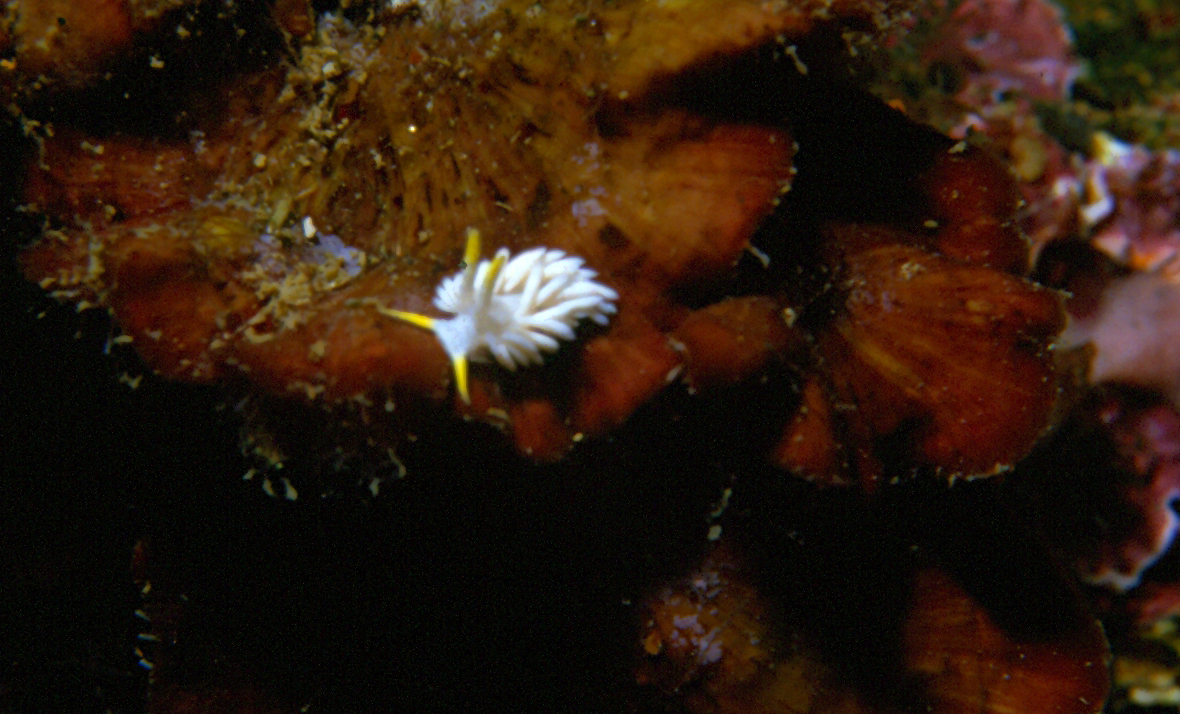